# Doble bemoll

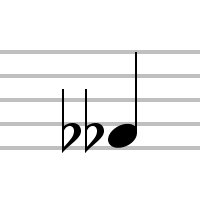
Doble bemoll sobre la nota fa

El doble bemoll ({\displaystyle \flat \flat }) és una alteració que s'aplica a una nota musical de la mateixa manera que el bemoll però que a diferència d'aquest, disminueix un semitò més. S'utilitza quan el compositor necessita baixar encara més una nota ja descendida pels bemolls de l'armadura de clau. També s'utilitza en transportar melodies de to per quadrar les alteracions accidentals.